# English, Fitz or Percy (Prison Break)
English, Fitz or Percy este al  episod al serialului de televiziune Prison Break, al  al sezonului 1.